# Nemzeti Tehetség Program
A Nemzeti Tehetség Program az EMMI egy támogatási rendszere amelyet hazai illetve határon túli, magyarlakta területek olyan szervezetei nyújthatnak be pályázatot, amelyek a köznevelésben, felsőoktatásban, illetve a tehetséggondozásban vesznek részt.
A tehetséggondozás hazai átfogó programjának felügyelete 2022-ben a Kulturális és Innovációs Minisztériumhoz (KIM) került, ahol az Ifjúságért Felelős Helyettes Államtitkárság a program megújítását kezdte meg 2023-ban. 

## Működése
A Nemzeti Tehetség Program szakmai gondozója az EMMI Család- és Ifjúságügyért Felelős Államtitkársága.
A program hazai forrású pályázatai az Emberi Erőforrás Támogatáskezelő gondozásában állnak, emellett EU-s forrásokból finanszírozott pályázatok igénybe vételét is segíti.
A Nemzeti Tehetség Program feladatainak segítésére juttatott pénzügyi eszközök felhasználására a Tehetségügyi Koordinációs Fórum tesz javaslatot. A Fórum elnöke az oktatásért felelős miniszter, társelnökei a Nemzeti Tehetségsegítő Tanács elnöke, az Országgyűlés oktatási és tudományos bizottsága által delegált országgyűlési képviselő és a Magyar Tudományos Akadémia elnöke.
A Nemzeti Tehetség Program feladatainak és tevékenységeinek fejlesztésére 2014 óta ajánlhatják fel az adózók a második 1%-ukat az 1823-as technikai számra, mely kiemelt költségvetési előirányzatként jogosult fogadni a felajánlásokat.

## Céljai
A Nemzeti Tehetség Programról szóló 78/2008. (VI. 13.) OGY határozatban foglalt célok megvalósításához szükséges intézkedésekről szóló 3079/2008. Korm. határozat végrehajtására a Kormány a 2013–2014. évi cselekvési programról szóló 1490/2013. (VII. 29.) Korm. határozat a kétéves kormányzati cselekvési program kiemelt fejlesztési területeiként az alábbiakat jelölte meg:
a) a tehetségsegítő hagyományok őrzését és gazdagítását,
b) az egyenlő hozzáférés biztosítását a tehetségsegítés területén, az értékalapú társadalmi mobilitás elősegítését,
c) a tehetséges fiatalok közösségformálásának és társadalmi felelősségének növelését,
d) a tehetségsegítő személyek és szervezetek megbecsülését,
e) a tehetségtudatos és tehetségbarát társadalom kialakulásának elősegítését,
f ) a hazai és határon túli magyar tehetségfejlesztő közösségek nemzeti együttműködésének segítését, valamint
g) a magyar tehetségsegítő eredményeknek az Európai Unió tagállamaival és más államokkal való megismertetését jelöli meg a kétéves kormányzati cselekvési program kiemelt fejlesztési területeiként.

## Története
A program indítását az Országgyűlés a Nemzeti Tehetség Programról szóló 78/2008., VI.13. OGY határozatban írta elő, amely 2008 és 2028 közötti periódusra szól. 2009 és 2018 között között több mint 12 300 nyertes pályázatot támogatott. A megítélt támogatások együttes összege az elmúlt években közel 18 milliárd forint volt.

## Bírálatok
2019. december 16-án, néhány nappal a pályázat 2019-es eredményhirdetése után a pályázaton részt vevő ELTE Illyés Sándor Szakkollégium egy öregdiákja Facebookon közzétett írásában azt állította, hogy a minisztérium döntése politikailag motivált volt ebben az évben, ugyanis nagy egyezés látható a nagyon alacsony összeget nyert pályázók és a korábban egy 2018 novemberében kiadott, CEU melletti állásfoglalás aláírói között.  A Qubit.hu tudományos közéleti folyóirat egy cikkében sorra veszi, hogy mekkorák a különbségek a 2018-as és 2019-es pályázat eredményei között, és azt találták, hogy a CEU-s állásfoglalást aláíró 10 szakkollégiumból az a 8, amely ez évben pályázatot nyújtott be, mind a minimális 500 000 Ft vagy azt kicsit meghaladó 700 000 Ft támogatást nyert, amivel szemben a többi pályázó a korábbi évek átlagához közeli, átlagosan 2 298 000 Ft-os támogatásban részesült. Kiemelik még, hogy az említett szakkollégiumok a korábbi évben szintén átlaghoz közeli díjazásban részesültek, ezért szerintük a 2019-es pályázatot a minisztérium politikai szempontokat is figyelembe véve bírálta el.